# مگس‌های دالان‌نشین
مگس‌های دالان‌نشین (نام علمی: Odiniidae) نام یک تیره از فروراسته مگس‌خانگی‌ریختان است.